# La morte del giovane Barra
La morte del giovane Barra (La Mort du jeune Bara, o Joseph Bara, o La mort de Bara) è una pittura a olio incompiuta di Jacques-Louis David iniziata nel 1794. Il dipinto mostra il giovane Joseph Bara - scritto anche Barra - (30 luglio 1779-7 dicembre 1793), un tamburino dell'esercito rivoluzionario repubblicano rimasto ucciso durante i moti delle guerre di Vandea per essersi rifiutato di gridare "Viva il re!".

## Storia
Il giovinetto si erge immediatamente come uno degli eroi e martiri della Rivoluzione francese e l'opera di David vuole partecipare a questa celebrazione; il pittore avrebbe anche dovuto occuparsi delle cerimonie funebri del ragazzo, ma gli avvenimenti del 9 termidoro, data della caduta di Maximilien Robespierre, non permisero la realizzazione del progetto.
La tavola fa parte, con La morte di Marat e Gli ultimi istanti di Michel Lepeletier, di una serie dedicata ai martiri della Repubblica. Come detto è rimasta incompiuta e si trova attualmente nelle collezioni del Museo Calvet.

## Descrizione
Il dipinto non è che un abbozzo che rappresenta un ragazzo nudo e androgino. È appena stato ferito e agonizza, giacendo in una posizione languida. Al petto stringe una coccarda tricolore e una lettera, che rievoca senza dubbio una lettera indirizzata a sua madre, citata nel rapporto del suo capo Desmarres alla Convenzione. Secondo Jean Clay, a posare per questa tela fu uno degli allievi di David, tale Bayard.
Talvolta la sua nudità è stata giustificata come il risultato della rimozione delle sue vesti da parte dei suoi assassini. Per la storica Raymonde Monnier, introdurre l'aneddoto all'opera in questo modo è di scarso interesse, vedendoci piuttosto uno "schizzo simbolico". Per altri questa scelta accosta il tamburino agli eroi dell'arte classica greca.
Lo storico Jean-Clément Martin, uno specialista della rivoluzione francese e della sua memoria descrisse così l'emozione che lo colse di fronte a questo dipinto e il senso che gli diede:
(Jean-Clément Martin, « Les fesses de l'enfant Bara » in La machine à fantasmes. Relire l'histoire de la Révolution française, Vendémiaire, 2014, pp. 195-202)
Con la posa del corpo e la rappresentazione androgina, quest'opera si oppone ai dipinti storici relativi alla morte di Bara dipinti dagli artisti repubblicani negli anni 1880.
Nel suo libro del 1989 Il ratto di Ganimede, Dominique Fernandez ne fa una delle testimonianze del nudo maschile omosessuale con un pretesto eroico nell'arte neoclassica, assieme a I funerali di Patroclo e Il compianto di Andromaca sul corpo di Ettore.

## Derivazioni

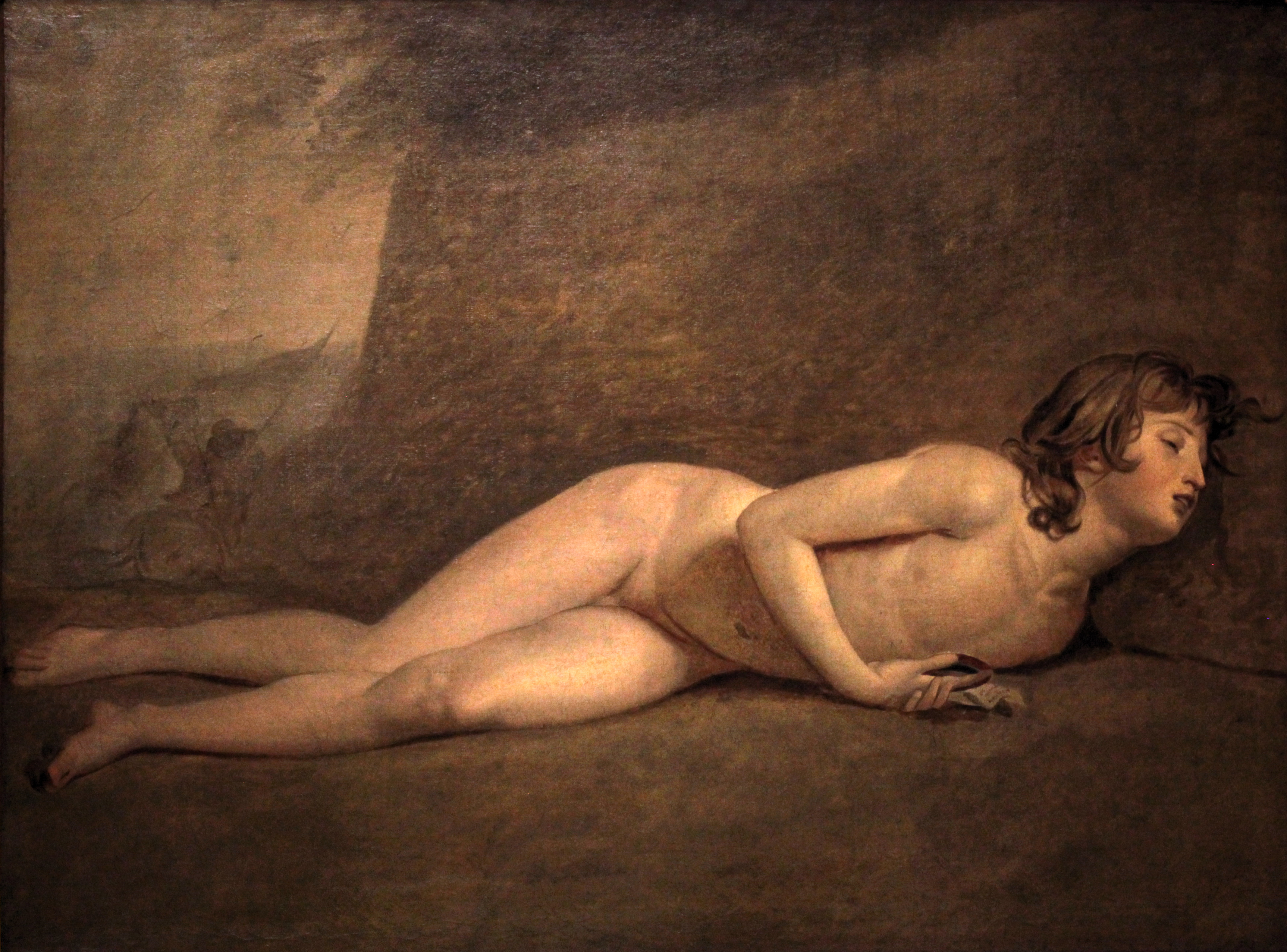
La copia lillese

Esiste anche una copia contemporanea datata 1794 e dipinta da un artista rimasto anonimo, con molta probabilità un allievo di David; proveniente dal Palais des Beaux-Arts de Lille è esposta al castello di Vizille.